# Bangsia arcaei
Bangsia arcaei là một loài chim trong họ Thraupidae.